# Formule Ford

La Formule Ford est une catégorie de voitures de type monoplace de compétition.

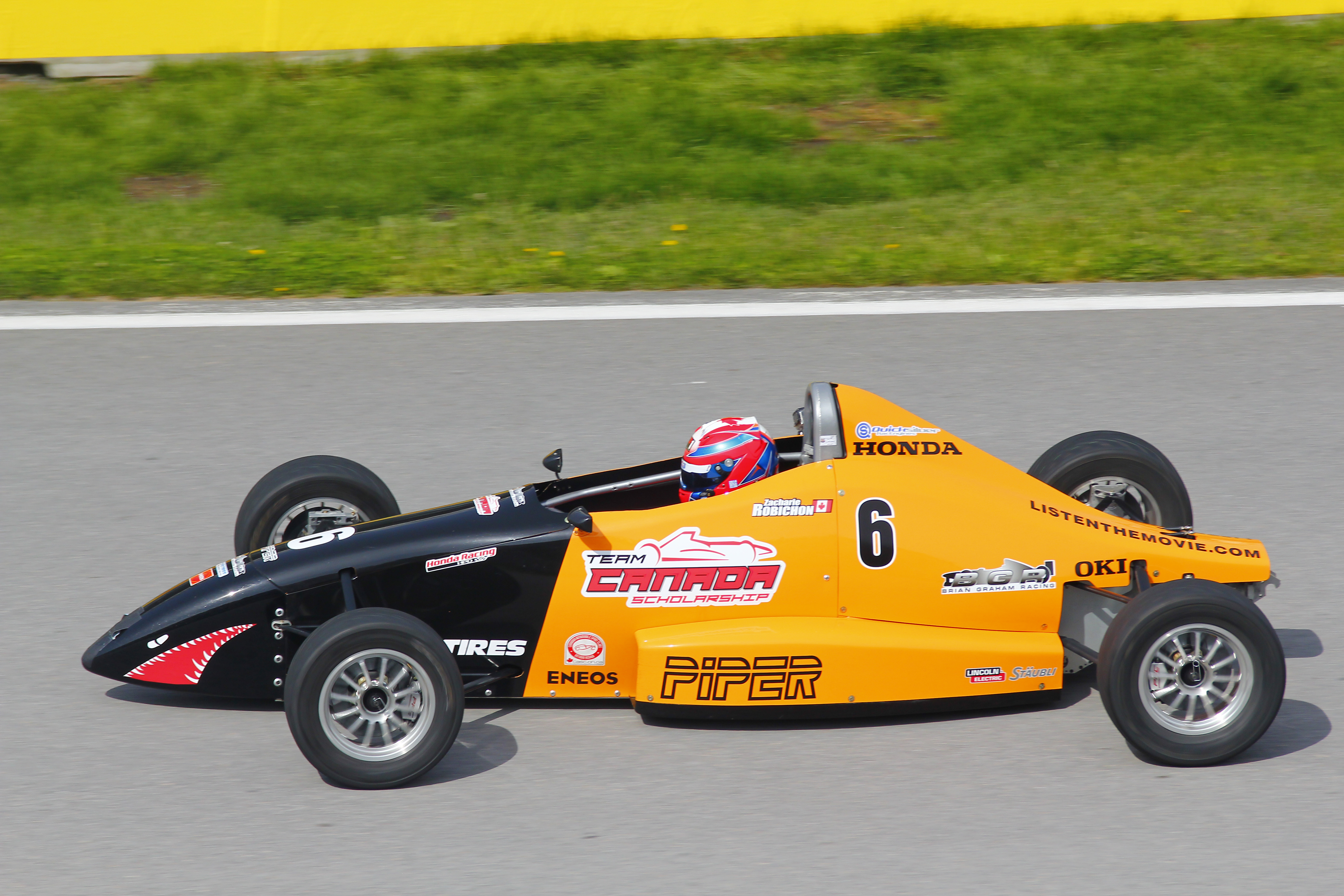
Formule 1600 - Circuit Gilles-Villeneuve - Montréal - Grand Prix du Canada - 7 juin 2015

Les différents championnats de Formule Ford incluent :
- Championnat de France de Formule Ford, remplacé par la Formule Zetec ;
- Formule Ford Québec ;
- Championnat de Grande-Bretagne de Formule Ford.

En France, les écuries présentes en Formule Ford incluent Graff Racing, Pegasus Racing, Équipe Palmyr et Mygale Concept.

## Historique
Créé en 1967 en Angleterre, les monoplaces étaient propulsées par un moteur Ford de type Kent 1600cc. En 1993 apparu un moteur Ford Zétec 1800cc injection. Si dans certains pays, comme en France, ce moteur remplaça le Kent, dans d'autres pays comme l'Angleterre les deux motorisations vont coexister dans des championnats différents.
En fort déclin dans les années 2010 et remplacées par la Formule 4 lors de la réforme des formules de promotions organisée par la Fédération internationale de l'automobile (FIA), la Formule Ford subsiste parfois encore sous le nom de Formule 5, comme au Danemark. Par ailleurs, le Formula Ford Festival est un regroupement qui se déroule sur le circuit de Brands Hatch chaque année en fin de saison.